# 汽門

四冲程循环運作過程示意圖。

汽門（英語：valvetrain、或）为四行程引擎的一个零件，而二行程引擎則没有此元件。

## 概要
汽門是實心喇叭狀物體，用處是控制引擎燃燒室上方之進氣孔及排氣孔的開閉，須承受高溫、高壓、劇烈敲擊又必須維持良好的氣密度，工作環境十分嚴苛，堪稱整部車最辛苦的零件，而進氣汽門(Intake Valve)跟排氣汽門(Exhaust Valve)會有一段開啟時間重疊，稱之為汽門重疊。
汽門是由引擎中的曲軸帶動的，曲軸上的皮帶盤以正時皮帶連接凸輪軸上的另一個皮帶盤(Cam Pulley)，曲軸轉動時便會帶動凸輪軸，不過有時候不是用皮帶而是用鏈條或直接用齒輪帶動。
受到汽門彈簧彈力而閉上進氣或排氣孔道的汽門，當凸輪軸上的凸輪轉至凸起處時，汽門被凸輪上之凸起處推動，進而打開進氣或排氣孔道，而轉至鈍端時汽門沒有受到凸輪軸推動，便被汽門彈簧推至原處，進氣或排氣孔道閉起，就這樣子週而復始、開開關關。
單一汽缸至少有2個汽門(進氣與排氣)，而單一汽缸之汽門數越多進排氣效率越好，但是汽門數越多，機械構造相對複雜，成本自然拉高，故目前市售車多為單一汽缸4汽門。有時製造商會在負荷較重的排氣汽門中間鏤空，並填入未滿的鈉粉，以利冷卻。
形狀可分為：
- 菌狀式：汽門頭凸起或平整。
- 慈菇式：汽門頭凹下，多為了較大的汽門減輕重量。
- 半慈菇式：汽門頭凹下、中央凸起。